# Buxer
Buxer es  una ciudad censal situada en el distrito de Ghaziabad en el estado de Uttar Pradesh (India). Su población es de 11499 habitantes (2011). Se encuentra a 38 km de Nueva Delhi.

## Demografía
Según el  censo de 2011 la población de Buxer era de 11499 habitantes, de los cuales 6048 eran hombres y 5451 eran mujeres. Buxer tiene una tasa media de alfabetización del 72,57%, superior a la media estatal del 67,68%: la alfabetización masculina es del 81,81%, y la alfabetización femenina del 62,27%.